# Hřbitov La Villette
Hřbitov La Villette (francouzsky Cimetière de la Villette) je malý hřbitov v Paříži, který leží ve čtvrti La Villete v 19. obvodu na ulici Rue d'Hautpoul. Jeho rozloha činí 1,13 ha a je zde pohřbeno přibližně 2500 osob.

## Historie
Hřbitov byl otevřen v roce 1828. Původně šlo o čtvrtý hřbitov v obci La Villette a po jejím připojení k Paříži v roce 1860 byl určen pro obyvatele nově zřízeného 19. obvodu. Od roku 1880 se počet hřbitovních koncesí nezvyšuje. Na hřbitově byla vysazena asi stovka stromů, především lípy, javory a kaštany.